# Beguru, Heggadadevankote
Beguru là một làng thuộc tehsil Heggadadevankote, huyện Mysore, bang Karnataka, Ấn Độ.